# Hirokazu Fukushima
Hirokazu Fukushima (Japans: 福島 弘和, Fukushima Hirokazu) (Maebashi, Gunma, 30 juli 1971) is een hedendaags Japans componist en hoboïst.

## Levensloop
Fukushima begon op 13-jarige leeftijd met hoboles. Zijn interesse ontstond toen hij in het harmonieorkest op de middelbare school meespeelde. Tot zijn leraren behoorden voor hobo Michiaki Hama en Norihiro Kira. Verder studeerde hij compositie bij Yoshihiro Ujiyama en bij Reiko Arima. Hij voltooide zijn studies aan de Doshisha Universiteit in Kioto en aan het Tokyo College of Music, Ikebukuro, Tokio. 
Hij is een componist die vooral werken voor het harmonieorkest en kamermuziek schrijft. Hij behoort bij het bestuur van de Kyo-En 21st Century Wind Music Executive Committee.

## Composities

### Werken voor harmonieorkest
- 1992 Yumeno, voor piano en harmonieorkest
- 1993 This evening emptyness, voor trombone en harmonieorkest
- 1994 Concerto, voor 3 snaren shamisen en harmonieorkest
- 1995 Bright March
- 1996 Dreaming waterfall
- 1997 Devane Ruti
- 1997 rev.1999 Harvest Waves
- 1998 Itsuki
- 1998 Star of Jungle Nightjar
- 1999 Scenery
- 1999 Midori variations
- 1999 Poem of road ancestor God, symfonisch gedicht
- 2000 Sinfonietta
- 2000 Four seasons
- 2000 Spring and for the timber chute, voor trombone en harmonieorkest
- 2000 For eight knots
- 2000 Signal of cloud
- 2000 rev.2003 For the restaurant child
- 2001 If you blow the whistle
- 2001 Okinawa
- 2001 Air
- 2001 Essay
- 2002 Mountain, variaties
- 2003 Concerto voor harmonieorkest
- 2003 Willow dance
- 2003 Ayano
- 2004 Suite «Four letters to a friend»
- 2004 Celemonial Overture ”Knockin on Future's Door”
- 2008 Fushikaden
- 2008 RYOJINHISHO - Fantasy of KUMANO KODO
- 2008 Adventure to a Dream
- 2008 Soaring Through a Dream
- 2008 The Cherry Blossom Fantasy
- 2009 Front Brige Trade Fanfare
- 2009 Symphonic Poem "Journey to the West"
- Overture "Prayer will Shine as Time Goes by"
- Hommage zu "Der kaukasische Kreidekreis"

### Vocale muziek
- 1998 Totoro forest, voor sopraan en piano
- 2000 Carides, voor sopraan
- 2000 Bird in a moonlight night, voor sopraan en piano
- 2000 From battlefield picture letter to wife, voor sopraan, tenor en piano
- 2001 Homecoming, voor sopraan, tenor en piano
- 2002 Five songs which it does, voor sopraan en piano
- 2003 Calling it is dense, voor sopraan en piano
- 2003 Tomorrow, voor sopraan en piano

### Werken voor koren
- 1998 Rain, voor gemengd koor
- 1999 Blue, voor gemengd koor en piano
- 2001 Color (white ･ red ･ black ･ blue), voor gemengd koor en piano

### Kamermuziek
- 1995 Zonder titel, voor hobo en piano
- 1998 To conspire, variaties voor fluit, altsaxofoon, trompet en trombone
- 1999 Vijf dansen, voor fluit, hobo, klarinet, hoorn en fagot
- 1999 Being able to intoxicate me, three chapters, voor trombone-kwartet
- 2000 Six vagabond tell, voor saxofoonkwartet
- 2000 The sky where the star echoes, voor vijf fluiten en altfluit
- 2000 Pleasure of wooden bobbin triple playing, voor fluit, hobo en klarinet
- 2001 Sonatina, voor hobo en piano
- 2001 Murzzuschlag, voor blazerskwintet
- 2001 The carnival of the new animals, voor blazerskwintet
- 2002 Mountain variations, voor marimba
- 2002 Sulpiride, voor fluit, 2 klarinetten, 2 basklarinetten, altsaxofoon, tenorsaxofoon en baritonsaxofoon
- 2003 Lullaby, voor saxofoonkwartet
- 2003 Paprika, voor twee marimba's en vibrafoon
- 2008 Adventure to a Dream, voor dwarsfluit, klarinet, altsaxofoon, trompet, hoorn, trombone, tuba en slagwerk
- Illusion of light snow, voor dwarsfluit-trio

- Library of Congress Control Number: no2017082053
- MusicBrainz: 117f8eed-5225-4938-b234-1687c55687d5
- Virtual International Authority File: 296003067